# Eberhard van der Laan (Frankey)
Eberhard van der Laan is een artistiek kunstwerk(je) in Amsterdam-Centrum.
Het werk van de hand van Street Art Frankey kwam na een opdracht van poptempel Paradiso aan de Weteringschans. Die kunstenaar, kortweg Frankey, luistert begin 21e eeuw het Amsterdamse straatbeeld op met allerlei kleine kunstobjecten. Frankey kwam voor Paradiso op de grens van september/oktober 2019 met een beeltenis van de in 2017 overleden burgemeester Eberhard van der Laan. Het beeldje laat een beetje achterover zittende Eberhard zien, die tevreden lijkt uit te zien over de stad (zijn blik is naar de binnenstad gericht). Frankey liet zich inspireren door een interview dat eerder met Van der Laan werd gevoerd in De Balie, een gebouw, dat een paar meter noordelijker staat van Paradiso. In het beeldje staat de tekst gegraveerd "Mooi stadje, hè", wederom een verwijzing, dan naar de tekst van Van der Laan vlak voor zijn overlijden: "Zorg goed voor onze stad en voor elkaar". Het beeldje staat linksboven op de toegang van Paradiso en werd geplaatst rond 3 oktober 2019 (Van der Laan overleed 5 oktober 2017). 